# Internet Explorer 10
Internet Explorer 10 (viết tắt là IE10) là phiên bản tiếp theo của Internet Explorer được phát triển bởi Microsoft. Nối tiếp thành công của IE9, ngày 12/4/2011, Microsoft phát hành Internet Explorer 10 Platform Preview, chỉ chạy trên Windows 7 và mở rộng trên Internet Explorer 9 liên quan đến CSS 3 hấp thu và tăng tốc phần cứng. Việc phát hành chỉ sau bốn tuần phát hành IE9 đã được ghi nhận như là một chu kì phát triển nhanh chóng trong bối cảnh của cuộc chiến trình duyệt.

## Lịch sử
Inernet Explorer 10 lần đầu tiên được phát hành vào 12/4/2011 tại hội nghị MIX 11 tại Las Vegas. Trong hội nghị này, Microsoft giới thiệu một phiên bản demo của IE10 cùng với bản demo của Windows 8. Trong cùng ngày, phiên bản Platform Preview của IE10 được phát hành trên trang web Microsoft Internet Explorer TestDrive.
Ngày 14 tháng 4 năm 2011, Chris Jones, người quản lý chương trình của nhóm Internet Explorer, thông báo rằng Internet Explorer 10 sẽ được hỗ trợ bố trí lưới CSS3, hộp bố trí linh hoạt CSS3, và bố trí nhiều cột.
Phản biện, phản ứng với việc phát hành Internet Explorer Platform Xem trước 10 đã được đa dạng. Tuy nhiên, tất cả các nhận xét ghi nhận như thế nào (29 ngày) sau khi phát hành Internet Explorer 9, Microsoft đang nói về phiên bản tiếp theo. Trong khi Don Reisinger của eWeek liệt kê các tính năng của mình yêu cầu phiên bản tiếp theo, Michael Muchmore của Tạp chí PC thử nghiệm hiệu suất trước 1 Platform và hỗ trợ HTML5 với cả Microsoft và dãy phòng thử nghiệm bên thứ ba. Trong thử nghiệm của mình, trước 1 Platform thực hiện tốt hơn so với Internet Explorer 9, nhưng không phải lúc nào cũng tốt hơn so với các trình duyệt web cạnh tranh
Phiên bản 0.7.5 Kiểm tra sự phù hợp các tiêu chuẩn ECMAScript 262, Internet Explorer 10 Platform Preview 2 ghi được 7 / 10935. Điểm số thấp tốt hơn, như hình đại diện cho số lượng các bài kiểm tra không thành công trong tổng số các xét nghiệm. Đây là số điểm chỉ có 7 thử nghiệm thất bại đại diện cho số điểm ECMAScript phù hợp tốt nhất cho tất cả các trình duyệt trên phiên bản 0.7.5 của bài thi. Test 262 vẫn đang phát triển tích cực nhưng chưa hoàn thành.

## Phát hành
| Tên                                     | Xây dựng        | Ngày phát hành | Tính năng mới đáng chú ý |
| --------------------------------------- | --------------- | -------------- | --- |
| Internet Explorer 10 Platform Preview   | 2.10.1000.16394 | 12/4/2011      | Hỗ trợ cho kiểu bố trí đa cột CSS3, bố trí lưới CSS3, gradents CSS3 và chế độ nghiêm ngặt ES5 |
| Internet Explorer 10 Platform Preview 2 | 2.10.1000.16421 | 29/6/2011      | Hỗ trợ phao định vị, hạn chế dỡ bỏ CSS stylesheet, hỗ trợ CSSOM Float Point Value, cải tiến thử nghiệm API, Media Query Listeners, HTML5, Hỗ trợ thuộc tính async trên các yếu tố kịch bản, kéo và thả HTML5, HTML5 File API, HTML5 Sandbox, HTML5 Web Workers, và một số Hiệu suất Web API. |

## Chuỗi nhân người dùng
| Hệ điều hành | Chế độ tương thích với IE7 | Chuỗi nhân người dùng                                            |
| ------------ | -------------------------- | ---------------------------------------------------------------- |
| Windows 7    | Có                         | Mozilla/4.0 (compatible; MSIE 7.0; Windows NT 6.1; Trident/6.0)  |
| Windows 7    | Không                      | Mozilla/5.0 (compatible; MSIE 10.0; Windows NT 6.1; Trident/6.0) |